# Pascal Hofstätter
Pascal Hofstätter (* 9. September 1998) ist ein österreichischer Fußballspieler.

## Karriere
Hofstätter begann seine Karriere beim SC Schwanenstadt. Zur Saison 2012/13 wechselte er in die Akademie der SV Ried. Nach einem Jahr in der Rieder Akademie wechselte er zur Saison 2013/14 zum fünftklassigen ATSV Stadl-Paura. Für Stadl-Paura absolvierte er in jener Saison acht Spiele in der Landesliga West, aus der man als Meister in die OÖ Liga aufstieg.
In der Saison 2014/15 absolvierte er sieben Spiele in der OÖ Liga. Auch in der Saison 2014/15 wurde man Meister, womit man in die Regionalliga durchmarschieren konnte. Sein erstes Spiel in der Regionalliga absolvierte er im März 2016 gegen den TSV Hartberg. Im April 2016 erzielte er bei einem 3:0-Sieg gegen den SK Vorwärts Steyr seine ersten beiden Tore in der Regionalliga. In seiner ersten Regionalligasaison kam er zu zehn Einsätzen, in denen er zwei Tore erzielte.
In der Saison 2016/17 absolvierte er 20 Spiele, in denen er ohne Torerfolg blieb. In der Saison 2017/18 kam er zu 28 Einsätzen, in der Saison 2018/19 zu 29. Zur Saison 2019/20 wechselte er zum Zweitligisten SK Vorwärts Steyr.
Sein Debüt in der 2. Liga gab er im Juli 2019, als er am ersten Spieltag jener Saison gegen den FC Wacker Innsbruck in der Startelf stand und in der 74. Minute durch Thomas Himmelfreundpointner ersetzt wurde. In zwei Spielzeiten in der 2. Liga bei Steyr kam der Mittelfeldspieler zu 53 Einsätzen, in denen er zwei Tore erzielte. Zur Saison 2021/22 wechselte er leihweise zum Regionalligisten WSC Hertha Wels. Für Wels kam er zu 30 Regionalligaeinsätzen. Zur Saison 2022/23 kehrte er nicht mehr nach Steyr zurück, sondern wechselte zum fünftklassigen SV Bad Schallerbach.